# Fokko du Cloux
Fokko du Cloux (20 de dezembro de 1954 — 10 de novembro de 2006) foi um matemático e cientista da computação neerlandês.
Foi um dos membros que trabalhava no Atlas of Lie groups and representations quando morreu.

## Carreira
Du Cloux foi professor do Instituto Girard Desargues, Universidade Lyon 1, Villeurbanne, França. Foi um dos membros fundadores do projeto Atlas of Lie groups and representations, responsável pela implementação do software Atlas, instrumental para o mapeamento da estrutura do grupo de Lie E8. Fokko du Cloux foi diagnosticado com esclerose lateral amiotrófica (ELA) em 2005, mas continuou a participar ativamente do projeto até morrer. O projeto foi concluído com sucesso em 2007,